# نووی کنژواتس
نووی کنژواتس (به صربی: Novi Kneževac) یک شهرستان در صربستان است که در ناحیه بانات شمالی واقع شده‌است. نووی کنژواتس ۶٬۹۶۰ نفر جمعیت دارد و ۸۴ متر بالاتر از سطح دریا واقع شده‌است.

## خواهرخوانده
شهر کوچانی خواهرخواندهٔ نووی کنژواتس هست.